# Aigialozaur
Aigialozaur (Aigialosaurus) – rodzaj wymarłych jaszczurek z rodziny Aigialosauridae, najstarszy poznany mozazauroid. Szczątki dwóch gatunków, należących do tego rodzaju odkryto w Europie.
Aigialozaur był małą, długą na 1 m jaszczurką, która żyła na lądzie. Gad ten stanowił pożywienie dinozaurów, dlatego aigialozaur chował się przed nimi w wodzie. Tam jednak napotykał kolejne zagrożenia, ze strony rekinów, drapieżnych ryb kostnych, krokodylomorfów i plezjozaurów. Na lądzie aigialozaur polował na bezkręgowce, w wodzie mógł łowić mniejsze ryby i ich ikrę.
Etymologia nazwy rodzajowej: gr. αιγιαλος aigialos „wybrzeże morskie”; σαυρος sauros „jaszczurka”.